# Salvador Betervide
Salvador Betervide (* 6. Februar 1903 in Melo; † 26. November 1936) war ein afro-uruguayischer Politiker.
Rechtsanwalt Dr. Betervide war Herausgeber von La Vanguardia sowie gemeinsam mit Ventura Barrios (1896–1952), Pilar Barrios (1899–1974) und Elemo Cabral (1887–1969) am 9. Mai 1936 in Montevideo Mitbegründer und anschließend erster Präsident der Partido Autóctono Negro (PAN). Er stammte aus der nordosturuguayischen Stadt Melo. Er starb kurz vor seiner Kandidatur als erster Afro-Uruguayer für das Präsidentenamt Uruguays, so dass er in dieser Funktion von Mario R. Méndez abgelöst wurde.